# Phanoperla nana
Phanoperla nana és una espècie d'insecte plecòpter pertanyent a la família dels pèrlids que es troba a Àsia: Sri Lanka.